# Lista de deputados estaduais de Tocantins da 10.ª legislatura
Esta é a lista de deputados estaduais de Tocantins da 10.ª legislatura, para o período de 2023 à 2027. Nas eleições estaduais no Tocantins em 2022, do dia 2 de outubro, foram eleitos para a Assembleia Legislativa do Tocantins 24 deputados estaduais, dos quais 15 foram reeleitos.

## Composição das bancadas
| Partido                               | Líder | Bancada | Posição |
| ------------------------------------- | ----- | ------- | ------- |
| Republicanos                          |       | 7 / 24  | Governo |
| Partido Liberal                       |       | 4 / 24  | Governo |
| Partido Social Democrático            |       | 3 / 24  | Governo |
| União Brasil                          |       | 2 / 24  | Governo |
| PSDB (Federação PSDB Cidadania)       |       | 2 / 24  | Governo |
| Solidariedade                         |       | 1 / 24  | Governo |
| PCdoB (Federação Brasil da Esperança) |       | 1 / 24  | Governo |
| Cidadania (Federação PSDB Cidadania)  |       | 1 / 24  | Governo |
| PV (Federação Brasil da Esperança)    |       | 1 / 24  | Governo |
| Partido Socialista Brasileiro         |       | 1 / 24  | Governo |
| Partido Democrático Trabalhista       |       | 1 / 24  | Governo |

## Deputados Estaduais
| Nome                     | Partido       | Coligação                     | Votos nominais | Porcentagem de votos | Notas                    | Ref   |
| ------------------------ | ------------- | ----------------------------- | -------------- | -------------------- | ------------------------ | ----- |
| Léo Barbosa              | Republicanos  |                               | 32.885         | 3,70%                | Reeleito                 | [ 1 ] |
| Professora Janad Valcari | PL            |                               | 31.587         | 3,55%                |                          | [ 1 ] |
| Jair Farias              | União Brasil  |                               | 31.442         | 3,53%                | Reeleito                 | [ 1 ] |
| Jorge Frederico          | Republicanos  |                               | 24.929         | 2,80%                | Reeleito                 | [ 1 ] |
| Amélio Cayres            | Republicanos  |                               | 22.921         | 2,58%                | Reeleito                 | [ 1 ] |
| Nilton Franco            | Republicanos  |                               | 21.502         | 2,42%                | Reeleito                 | [ 1 ] |
| Cleiton Cardoso          | Republicanos  |                               | 21.421         | 2,41%                | Reeleito                 | [ 1 ] |
| Vilmar de Oliveira       | Solidariedade |                               | 20.683         | 2,33%                | Reeleito                 | [ 1 ] |
| Olyntho Neto             | Republicanos  |                               | 19.738         | 2,22%                | Reeleito                 | [ 1 ] |
| Fabion Gomes             | PL            |                               | 19.159         | 2,15%                | Reeleito                 | [ 1 ] |
| Vanda Monteiro           | União Brasil  |                               | 17.995         | 2,02%                | Reeleito                 | [ 1 ] |
| Valdemar Junior          | Republicanos  |                               | 17.779         | 2,00%                | Reeleito                 | [ 1 ] |
| Ivory de Lira            | PCdoB         | Federação Brasil da Esperança | 15.651         | 1,76%                | Reeleito                 | [ 1 ] |
| Luciano Oliveira         | PSD           |                               | 15.648         | 1,76%                |                          | [ 1 ] |
| Eduardo do Dertins       | Cidadania     | Federação PSDB Cidadania      | 15.512         | 1,74%                | Reeleito                 | [ 1 ] |
| Eduardo Fortes           | PSD           |                               | 15.446         | 1,74%                |                          | [ 1 ] |
| Eduardo Mantoan          | PSDB          | Federação PSDB Cidadania      | 14.062         | 1,58%                |                          | [ 1 ] |
| Marcus Marcelo           | PL            |                               | 13.277         | 1,49%                |                          | [ 1 ] |
| Professor Junior Geo     | PSDB          | Federação PSDB Cidadania      | 12.798         | 1,44%                | Reeleito Eleito pelo PSC | [ 1 ] |
| Claudia Lelis            | PV            | Federação Brasil da Esperança | 12.674         | 1,42%                | Reeleito                 | [ 1 ] |
| Moisemar Marinho         | PSB           |                               | 12.553         | 1,41%                |                          | [ 1 ] |
| Wiston Gomes             | PSD           |                               | 10.704         | 1,20%                |                          | [ 1 ] |
| Gutierres Torquato       | PDT           |                               | 9.865          | 1,11%                |                          | [ 1 ] |
| Gipão                    | PL            |                               | 8.271          | 0,93%                |                          | [ 1 ] |

## Suplentes que assumiram
| Nome          | Partido | Votos nominais | Titular       | Motivo                                                                                | Data que assumiu | Data de saída |
| ------------- | ------- | -------------- | ------------- | ------------------------------------------------------------------------------------- | ---------------- | ------------- |
| Luana Ribeiro | PCdoB   | 12.424         | Ivory de Lira | Titular assumiu Secretaria Estadual de Cidades, Habitação e Desenvolvimento Regional. | 19/07/2024       |               |